# 제 을공
제 을공(齊 乙公, ? ~ ?)은 중국 제나라의 제3대 후작이다. 이름은 득(得)이고, 혹은 숙을(叔乙)이라고도 한다. 정공의 아들이다. 정공의 적자인 계자가 군위를 아우인 숙을에게 양보했다. 계자는 최읍(崔邑)을 식읍으로 받았고 숙을이 즉위하여 을공이 되었다.